# Renin

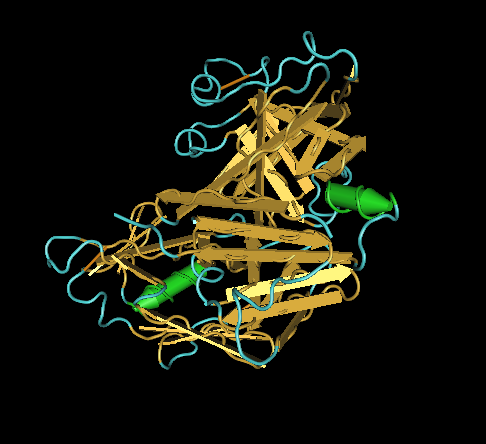
Renin

Renin je enzym (nikoliv hormon v pravém slova smyslu), který se tvoří poblíž glomerulů v kůře ledvin, konkrétně v buňkách juxtaglomerulárního aparátu. Tento enzym štěpí alfa-globulin krevní plazmy a tak dává vzniknout angiotensinu I. (po další přeměně angiotensin II - tkáňový hormon). Renin je tedy starter tzv. renin-angiotensinového systému, který se podílí na řízení vylučování vody a iontů ledvinami.
Sekrece reninu je regulována:
- a) tlakem krve v ledvinné tepně (přívod krve do ledviny) - pokles tlaku zvyšuje jeho vylučování
- b) koncentrací Na+ iontů v krvi - pokles koncentrace zvyšuje jeho produkci
- c) koncentrace Na+ iontů v Henleově kličce (část tubulárního systému ledviny) zvýšená koncentrace stimuluje produkci
- d) adrenergní nervové impulsy způsobují jeho vyplavení

Ovlivnění sekrece reninu je zpětnovazebné - tzn. po snížení intenzity vyvolávajícího impulsu se snižuje i intenzita jeho vyplavování do krve.